# Ašský potok
Ašský potok (německy Äsch, také Ascher Bach, případně Ascha) je potok ve Smrčinách v okrese Cheb v Karlovarském kraji, levostranný přítok Bílého Halštrova (německy Weiße Elster).
Délka toku měří 5,1 km, plocha povodí činí 17,27 km².

## Průběh toku
Potok pramení ve Smrčinách při severním okraji města Aš v nadmořské výšce 610 metrů. 
Po asi jednom kilometru severním směrem přitéká do přírodního parku Halštrov. Severním až severovýchodním směrem teče podél silnice z Aše do Podhradí. Nad jeho levým břehem se rozprostírají ruiny hradu Neuberg. Zde se tok obrací směrem k východu až jihovýchodu a přitéká k Bílému Halštrovu, do kterého se vlévá zleva asi dva kilometry jižně od česko-německé státní hranice.

## Mlýny
Na Ašském potoce stálo asi deset vodních mlýnů. Nejvýše položeným mlýnem byl přímo v Aši Bergmanův mlýn, posledním před soutokem s Bílým Halštrovem to byl Mlýn u rybníka.